# Glaucina baea
Glaucina baea är en fjärilsart som beskrevs av Frederick H. Rindge 1959. Glaucina baea ingår i släktet Glaucina och familjen mätare. Inga underarter finns listade i Catalogue of Life.